# Kurt Hornfischer

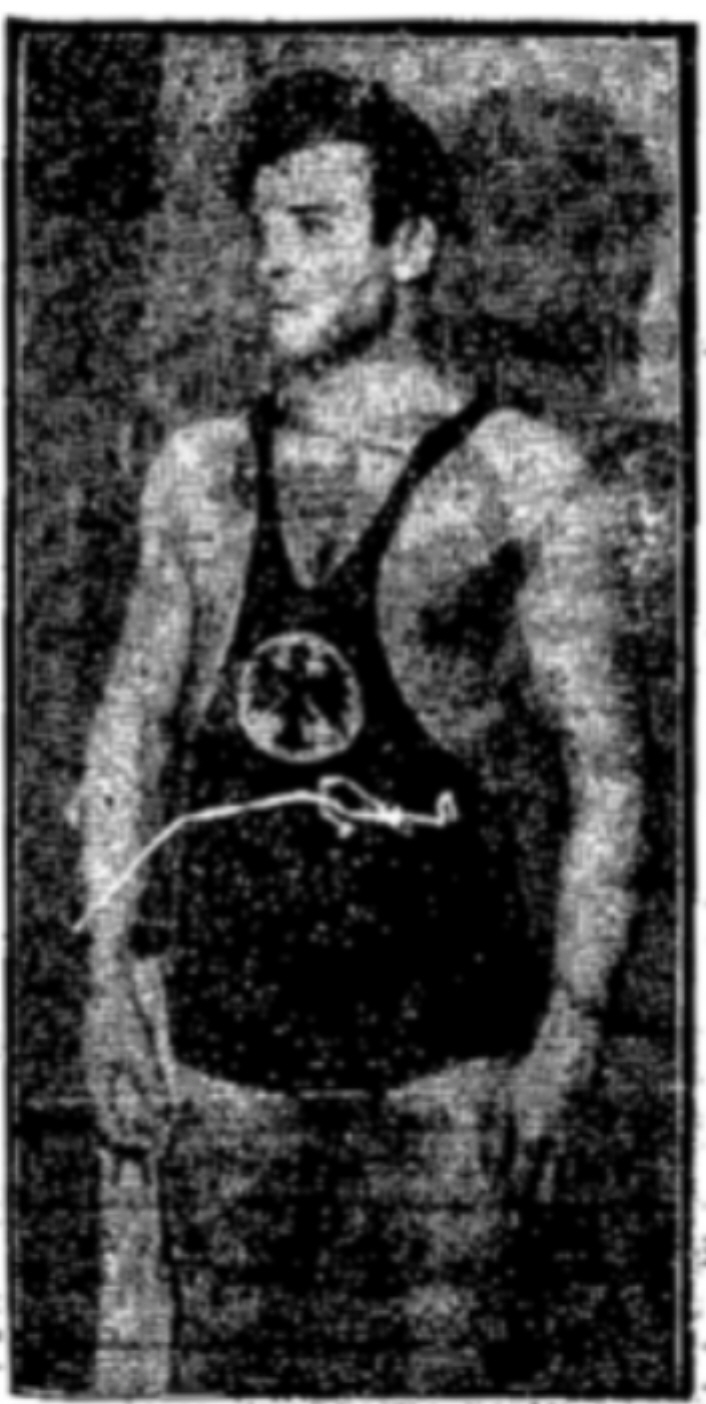
Kurt Hornfischer im Jahr 1933

Kurt Hornfischer (* 1. Februar 1910 in Gera; † 18. Januar 1958 in Fürth) war ein deutscher Ringer. Seine größten Erfolge feierte er in den 1930er und 1940er Jahren.

## Leben
Der gebürtige Thüringer Hornfischer, ein Hüne von 1,88 m und 105 kg, war zunächst im Arbeiter-Athletenbund Deutschlands (AABD) aktiv und wurde dort 1926 (mit 16 Jahren), 1927 und 1929 Sieger im Ringen der Schwergewichtsklasse. Höhepunkt seiner Erfolge im AABD war der Sieg im Schwergewicht bei der II. Arbeiter-Olympiade in Wien 1931. Hier siegte er vor Hauenstein und Kreck, beide Deutschland, und Ager, Österreich.
1932 trat Kurt Hornfischer zum Deutschen Athleten Sport Verein von 1891 (DASV) über und dem SC 1904 „Maxvorstadt“ Nürnberg bei. Von nun an begann eine Karriere, die ihn zu einem der weltbesten Ringer in der Schwergewichtsklasse werden ließ. Daran ändert auch die Tatsache nichts, dass Hornfischer nie Olympiasieger werden konnte. Im Jahr 1932 war er im DASV noch zu unbekannt. Bei Olympia 1936 war er wegen einer schweren Ellbogenverletzung, die er sich ca. sechs Monate vor den Olympischen Spielen zugezogen hatte, nicht im Vollbesitz seiner Kräfte. In den Jahren 1940 und 1944 fielen die Olympischen Spiele aus.
Im Zweiten Weltkrieg wurde Kurt Hornfischer sechsmal schwer verwundet. Nach dem Krieg musste er als städtischer Beamter von vorn anfangen; Hornfischers sportliche Aktivitäten waren nun stark eingeschränkt. 1958, mit nur 47 Jahren, verstarb Kurt Hornfischer an den Folgen einer Operation in Folge seiner Kriegsverwundungen.

## Stationen seiner Laufbahn im DASV
- 1932

Zweiter Deutscher Meister im Schwergewicht (griech.-röm. Stil). Er besiegte dabei erstmals den seinerzeit besten deutschen Schwergewichtsringer und zweifachen Europameister Georg Gehring aus Ludwigshafen am Rhein, verlor aber gegen den routinierten fünfmaligen deutschen Meister Willi Müller, Köln.
Im Mai 1932 trat Hornfischer in Nürnberg erstmals gegen vier regionale Spitzenringer an, die er alle schnell schulterte. In der Fachzeitschrift „Athletik“ stand dazu prophetisch: „Hier reift unser neuer Meister heran und es ist ohne Bedenken 100 : 1 zu wetten, der Mann wird und wir wissen nun auch, wie unser künftiger Europa-Champion heißen wird.“ Wie recht dieser Schreiber haben sollte.
- 1933

Europameister in Helsinki im Schwergewicht (griech.-röm. Stil) mit Siegen über Arvo Niemelä, Finnland und Kristjan Palusalu, Estland und einer Niederlage gegen Carl Westergren, Schweden, die aber nicht mehr von Bedeutung war.
Deutscher Meister in Ludwigshafen am Rhein im Schwergewicht vor Wilhelm Kolb, Schifferstadt und Georg Gehring.
- 1934

Europameister in Rom im Schwergewicht (griech.-röm. Stil) mit Siegen über Raymund Badó, Ungarn, Puciata, Polen, Josef Klapuch, Tschechoslowakei und Rudolf Svensson, Schweden.
Deutscher Meister in Nürnberg vor Ferdinand Muß, Dortmund-Hörde und Anton Vogedes, Dortmund.
- 1935

Europameister in Kopenhagen im Schwergewicht (griech.-röm. Stil) mit Siegen über Alberts Zvejnieks, Lettland, Hjalmar Nyström, Finnland und John Nyman, Schweden.
Vizeeuropameister in Brüssel im Freistil mit Siegen über Nils Åkerlindh, Schweden und Josef Klapuch und einer Niederlage gegen Karl Hegglin, Schweiz.
Deutscher Meister im griech.-röm. Stil und im Freistil, jeweils vor Georg Gehring.
- 1936

Bronzemedaille bei den Olympischen Spielen in Berlin im griech.-röm. Stil nach Siegen über Stevan Nagy, Jugoslawien, Josef Klapuch, Alberts Zvejnieks, Aleardo Donati, Italien und einer Punktniederlage gegen Kristjan Palusalu.
Deutscher Meister im Freistil vor und deutscher Vizemeister im griech.-röm. Stil hinter Georg Gehring.
- 1937

Europameister im Freistil in München mit Siegen über Gyula Bóbis, Ungarn und Nils Åkerlindh und einer Punktniederlage gegen Josef Klapuch.
Deutscher Vizemeister im griech.-röm. Stil hinter Georg Gehring und vor Willi Liebern, Dortmund und deutscher Meister im Freistil vor Georg Gehring.
- 1938

Deutscher Meister im Freistil im Schwergewicht.
- 1939

Deutscher Meister im griech.-röm. Stil im Schwergewicht.
Bei seiner letzten Teilnahme an einer Europameisterschaft in Oslo unterlag er im griech.-röm. Stil gegen den eine lange Karriere vor sich habenden Johannes Kotkas, (Estland, später Sowjetunion) und gegen Hjalmar Nyström und blieb unplatziert.
Deutscher Meister im griech.-röm. Stil.
- 1940, 1941 und 1942 jeweils deutscher Meister im Freistil und 1942 deutscher Meister im griech.-röm. Stil.

### Zusammenfassung seiner Meisterschaften
- Europameister 1933, 1934 und 1935 im griech.-röm. Stil und 1937 im Freistil;
- Vizeeuropameister 1935 im Freistil;
- Bronzemedaille Olympische Spiele 1936 im griech.-röm. Stil;
- 5 × deutscher Meister im griech.-röm. Stil;
- 7 × deutscher Meister im Freistil

### Länderkämpfe
Kurt Hornfischer bestritt insgesamt 20 Kämpfe, von denen er 15 gewann.